# Fonzerelli
Fonzerelli, także Livin Good, Gorgeous George oraz Yer Man, właściwie Aaron McClelland (ur. 21 lipca 1982) – brytyjski DJ i producent muzyczny.
Jego singel „Moonlight Party” nagrany w 2005 roku znalazł się na listach przebojów w Holandii, Finlandii oraz Australii.
Zremiksował utwory Basshuntera, są to „Now You’re Gone”, „All I Ever Wanted”, które znalazły się w albumie Now You’re Gone – The Album.
Jego nowy singel znalazł się na drugim miejscu na liście DMC Buzz Chart, oraz na szóstym miejscu na Cool Cuts Chart. Powstał do niego teledysk.
Fonzerelli pracuje nad debiutanckim albumem Franz San Disco.

## Dyskografia

### Single
| 2005                         | „Moonlight Party”                  | 37 | 14 | 44 |
| 2005                         | „Stimulation”                      | –  | –  | –  |
| 2007                         | „I Love Music”                     | –  | –  | –  |
| 2007                         | „Spirit”                           | –  | –  | –  |
| 2008                         | „Losing U”                         | –  | –  | –  |
| 2009                         | „Dreamin (Of a Hot Summers Night)” | –  | –  | –  |
| „–” singel nie był notowany. |                                    |    |    |    |

### Remiksy
- Chanel – „My Life” (2004)
- Sunfreakz feat. Andrea Britton – „Counting Down The Days” (2006)
- DJ Tiësto – „Dance 4 Life” (2006)
- The Star Alliance – „He’s A Runner” (2006)
- BeatFreakz – „Superfreak” (2006)
- Uniting Nations – „Do it Yourself” (2007)
- Mauro Picotto – „Evribadi” (Needs Sombadi…) (2007)
- Turbofunk – „Gotta Move” (2007)
- Jes – „Heaven” (2007)
- Dave Armstrong & RedRoche ft. H-Boogie – „Love has Gone” (2007)
- Basshunter – „Now You’re Gone” (2007)
- The Disco Boys – „Start all over again” (2007)
- Camille Jones vs. Fedde Le Grand – „The Creeps” (2007)
- Basshunter – „All I Ever Wanted” (2008)
- J. Majik & Wickaman – „Crazy World” (2008)
- Sash! feat. Stunt – „Raindrops” (2008)
- Weekend Masters feat. Shena – „I’ve Found The Love” (2009)
- Adam Lambert – „Whataya Want From Me” (2010)